# Isabu
Isabu was een generaal in het leger van en politicus in het koninkrijk van Silla tijdens de 6e eeuw na Christus. Volgens een historisch document genaamd “Samguk Sagi” is hij een nakomeling van de vierde generatie van Naemul van Silla. Hij was ook gekend onder de naam Taejong. Hij ging de geschiedenis in vanwege zijn rol in het onderwerpen van het eilandenrijk van Usan-guk, wat tegenwoordig toegewezen wordt aan Dokdo, een nog steeds betwist landgebied. Usan-guk wordt vandaag echter ook gelijkgesteld met Ulleungdo, een eiland in de Oostzee. 
Hoewel er naar hem gerefereerd wordt als “Isabu”, wordt zijn achternaam als “Kim” vermeld in de “Samguk Sagi”. Het feit dat hij de nakomeling is van koning Naemul (4e generatie) bewijst dat zijn achternaam Kim was. Daartegenover wordt hij in de “Samguk Yusa” dan weer vermeld onder de naam Park I-Jong (朴伊宗).

## Verwezenlijkingen
Tijdens de heerschappij van koning Jijeung van Silla werd Isabu eerst aangesteld als de gouverneur (gunju) van Siljik in het hedendaagse Samcheok. Later werd hij aangesteld als gouverneur van Haseulla, het hedendaagse Gangwon. Dat gebeurde in een tijd waarin Silla frequent werd geteisterd door piraterij door Usan-guk, zowel aan de kust als meer landinwaarts. Het was vanwege de moeilijk begaanbare geografische situatie van Usan-guk dat de inwoners ervan geloofden dat ze veilig waren van een mogelijke tegenaanval.
Toch besliste Isabu om de eilandnatie te onderwerpen. Uiteindelijk bleek het ruwe geografische karakter van de eilandnatie niet het enige probleem. De natie bestond echter uit verschillende onafhankelijke stammen die leefden van visvangst en die zich presenteerden als eerder oncontroleerbaar en agressief, wat het moeilijk maakte om hen te onderwerpen. Om verliezen te vermijden bedacht Isabu een list om hen te overhalen om zich over te geven. Hij plaatste grote houten leeuwen op zijn oorlogsschepen en dreigde ermee om deze los te laten op de natie. De inwoners van Usan-guk geloofden de generaal en gaven zich over aan Silla uit angst voor de leeuwen in 512.
Vervolgens breidde Isabu het gebied van Silla verder uit nadat hij de opperste macht over het leger verwierf in 541. Dat deed hij tot in vroeger gebied van Baekje en Goguryeo dat reikte tot in het hoge noorden tot in het hedendaagse Hamgyong. Isabu nam ook Daegaya in wat zorgde voor het einde van de Gaya confederatie, en voor volledig vat op het zuidoostelijke deel van het Koreaanse schiereiland.

## Onderzoeksschip
In de Zuid-Koreaanse zeemacht werd een belangrijk onderzoeksschip naar hem genoemd. Vanwege de naam werden Japanse onderzoekers van het Maritime Research Institute door hun overheid opgedragen om niet deel te nemen aan samenwerkingen met het betreffende schip.

## Verfilming
In 2016-2017 werd de rol van Isabu vertolkt door Park Seo-joon in de KBS2 televisiereeks Hwarang: The Poet Warrior Youth.